# Литология
Литология (на старогръцки: λίθος – камък + на старогръцки: λόγος – наука; на английски: Sedimentology – седиментология) е наука за съвременните наслаги и утаечни (седиментни) скали, техния състав, строеж, произход и закономерностите в пространственото им разположение.

## Полезни изкопаеми в седиментните скали
Множеството от седиментните скали съдържат големи количества полезни изкопаеми: железни, манганови, алуминиеви (боксити) фосфоритни, стронциеви и никелови руди; торф, кафяви и черни въглища, графит и горящи шисти; пясъчници – златоносни, платинови, калаени, титанови, диамантени и други ценни метали; кварцови, стъклени, формовъчни и строителни пясъци, огнеупорни и бентонитови глини, адсорбенти, циментови суровини, гипс, каменна сол. Освен това в седиментните скали се съдържат залежи на нефт и природен газ, медни, оловно-цинкови и живачни руди, артезиански води – питейни и минерални. Изучаването на седиментните скали позволява да се съди за тяхната устойчивост при изграждането на основите на здания и съоръжения. В съвременните наслаги по дъното на моретата и океаните се съдържат ценни минерали, манганови, никелови и фосфорни руди, залежи на нефт и газ.

## Историческа справка
Литологията като една от отраслите на геологията се обособява в края на 19-ти и началото на 20-ти век в резултат на стратиграфските и палеогеографските изследвания, съпровождани с изучаването на веществения състав на седиментните скали и свързаните с тях полезни изкопаеми. Голямо значение за обособяването на литологията имат материалите получени от английската океанографска експедиция на кораба „Челинджър“ в лицето на американския учен Джон Мъри (1841 – 1914) и белгиеца Алфонс Ренар (1842 – 1903) през 1891 г. Важни са също приносите на немския геолог Й. Валтер (1893 – 94, посветени на въпросите за образуването на седиментните скали), на руските учени Пьотър Земятченски (1856 – 1942), Яков Самойлов (1870 – 1925), Александър Карпински (1847 – 1936), англичанинът Хенри Сорби (1826 – 1908), американецът Джоузеф Барел (1869 – 1919), французинът Люсиен Кайе (1864 – 1944), германецът Хенри Потоне (1857 – 1913), като всички те и много други допринасят около 1910 г. литологията да се обособи като отделна наука.

## Задачи на литологията
Съвременната литология тясно си сътрудничи със стратиграфията, тектониката, палеогеографията, геохимията, палеонтологията, климатологията, а също и с някои физико-химически и математически науки. Главната задача на литологията се заключава в изясняването на закономерностите в разпределението на различните типове седиментни скали и полезните изкопаеми в тях в общия ход на процесите при тяхното образуване по време на цялата геоложка история на Земята. Основен път за решаването на тези задачи се явява генетичния (фациалния) анализ на седиментните скали и техните естествени парагенетични съчетания – седиментни формации, палеогеографска обстановка и тяхното натрупване. Една от важните задачи на литологията е разработването на теорията за литогенезата. Тази теория обяснява учението за четирите основни типа литогенеза – глациална, хумидна, аридна и вулканично-седиментна и техните еволюции в историята на Земята.